# 动力机械科研生产联合体
动力机械科研生产联合体（NPO Energomash）是俄罗斯一家专门从事液体推进剂火箭设计生产的公司。其创建者是苏联20世纪20年代就开始从事火箭发动机研究的瓦连京·格鲁什科，1954年，他成立了这家公司，并担任主席，公司当时叫做OKB-456。格卢什科领导设计局长达30多年，给当时的苏联提供了许多性能最好的发动机。

## 液体火箭发动机
- RD-107和RD-108发动机，驱动R-7火箭将卫星号人造卫星送入太空。
- RD-253：质子火箭
- RD-170：能源号
- RD-171和RD-120：天顶号运载火箭
- RD-180和RD-191：美国宇宙神运载火箭和安加拉运载火箭
- RD-264：第聂伯运载火箭
- RD-261：旋风号运载火箭